# Vermittlungskompetenz
Unter Vermittlungskompetenz  versteht man die Fähigkeit, Inhalte kompetent und zielgruppengerecht aufzuarbeiten und Wissen verständlich weiterzugeben. Ferner umfasst es die Fähigkeit, den Belehrten von der Richtigkeit des erworbenen Wissens zu überzeugen.
Vermittlungskompetenz beinhaltet eine angemessene Artikulationsfähigkeit, die zeitliche Gliederung eines Lernprozesses und verschiedene didaktische Fähigkeiten, die zum Beispiel auch in der sozialen Kompetenz, der Informationskompetenz, der kommunikativen Kompetenz, der Methodenkompetenz, der Sachkompetenz und der personalen Kompetenz wiedergefunden werden können.
Das aktuelle Problem der Vermittlungskompetenz besteht darin, dass durch die Dynamik des Wissens der Wissenstransfer erschwert wird. Aufgrund der aktuell vorherrschenden Informationsflut wird Wissen immer komplexer und somit für den Einzelnen schwieriger zu erfassen.

## Vermittlungskompetenz in der Erziehung
Eine Art von Vermittlungskompetenz, die man in der Kindheit erfahren sollte, ist die der Eltern gegenüber ihrem Kind.
Als Elternteil ist man im Wesentlichen für die Erziehung eines Kindes bzw. eines Jugendlichen verantwortlich. Hier sind bestimmte Kompetenzformen besonders gefragt:
- Soziale Kompetenz,
- Handlungskompetenz,
- Persönlichkeitskompetenz,
- kommunikative Kompetenz,
- Leitungskompetenz und Selbstkompetenz.

Das alles zusammengenommen ergibt eine umfassende Vermittlungskompetenz.

## Vermittlungskompetenz in der Schulpädagogik
Vermittlungskompetenz ist die Fähigkeit des Lehrers, andere Schlüsselkompetenzen und Fachwissen weiterzugeben.
Die Vermittlungskompetenz der Schulpädagogen setzt sich zusammen aus den Kompetenzen, die auch den Eltern zukommen und zusätzlich aus Methodenkompetenz, Fachkompetenz, Medienkompetenz und Informationskompetenz.
Abhängig von der jeweiligen Altersstufe, die zu unterrichten ist, lässt sich folgern, in welchem Ausmaß bestimmte Kompetenzen erforderlich sind.
Damit überhaupt eine Interaktion zwischen Schüler und Lehrer möglich ist, muss die Lehrperson eine offene Haltung gegenüber Schülerinteressen, -bedürfnissen, -ideen und -aktivitäten aufzeigen.

## Vermittlungskompetenz im Trainerhandeln
Eine besondere Form der Vermittlungskompetenz findet im Handeln des Trainers im Sport statt, da durch die sportlichen Ergebnisse viel schnellere und unmittelbarere Überprüfung der Ergebnisse im Wettkampf stattfinden. Während sich deutschsprachig die Trainingslehre aus den überwiegend biologischen Kenntnissen des Trainingsprozesses besteht, beinhaltet die angelsächsische Coaching Science gerade die Vermittlungskompetenz. Es wird daher auch viel systematischer mit den entsprechenden Testverfahren (z. B. Chelladurai’s Leadership scale of sport (LSS), Jowett’s coach–athlete relationship perspective) das Führungsverhalten (und dessen Wirkung) von Trainern überprüft, weil die Vermittlungskompetenz als das Nadelöhr angesehen wird, durch das die Fachkenntnisse des Trainers angewandt werden. Da es zudem in Deutschland keine Studiengänge gibt, die unmittelbar zum Trainer (mit BA und MA) qualifizieren, sind auch die entsprechenden Lehrbücher im Gegensatz zur angelsächsischen Literatur nicht auf Lehre und Forschung ausgerichtet.

## Vermittlungskompetenz in der Berufswelt
In fast allen Berufsfeldern (z. B. Management) benötigt man Vermittlungskompetenz, die sich aus Fachkompetenz (zentrale Voraussetzung für konstruktive Verständigung), berufliche Handlungskompetenz, Kommunikationskompetenz, Methodenkompetenz, Medienkompetenz und Planungskompetenz (Flexibilität, Zeiteffizienz und Zielorientierung) zusammensetzt.
Wichtig ist auch, sich Wissen anzueignen, zu bewerten, bedarfsgerecht aufzuarbeiten, zu präsentieren und kommunizieren zu können.
Ein Ausbilder hat zum Beispiel die Aufgabe, zu selbständigem, fachlich kompetentem, praktischem und verbalem Handeln zu befähigen. Er muss dafür sorgen, dass er die transportierten fachlichen Inhalte seinen Lehrlingen verständlich macht.
Dazu muss er folgende Verständlichkeitsmaxime von Kommunikationswissenschaftler Prof. Dr. Heringer berücksichtigen:
„Rede so, dass dein Partner dich versteht, beachte dabei die Lautstärke, das Sprechtempo, erkläre Fachausdrücke und orientiere dich an dem Wissensstand der Zuhörer.“